# ロック郡 (ネブラスカ州)
ロック郡 (Rock County) はアメリカ合衆国ネブラスカ州に位置する郡である。2000年現在、人口は1,756人である。ここの郡庁所在地はBassettである。

## 地理
アメリカ合衆国統計局によると、この郡は総面積2,621 km2 (1,012 mi2) である。このうち2,612 km2 (1,008 mi2) が陸地で9 km2 (3 mi2) が水地域である。総面積の0.34%が水地域となっている。

## 人口動勢
2000年現在の国勢調査で、この郡は人口1,756人、763世帯、及び501家族が暮らしている。人口密度は1/km2 (2/mi2) である。0/km2 (1/mi2) の平均的な密度に935軒の住居が建っている。この郡の人種的構成は白人99.03%、アフリカン・アメリカン0.00%、先住民0.46%、アジア0.17%、太平洋諸島系0.00%、その他の人種0.06%、及び混血0.28%である。人口の0.51%がヒスパニックまたはラテン系である。
この郡内の住民は23.00%が18歳未満の未成年、18歳以上24歳以下が6.50%、25歳以上44歳以下が23.60%、45歳以上64歳以下が24.60%、及び65歳以上が22.30%にわたっている。中央値年齢は44歳である。女性100人ごとに対して男性は92.30人である。18歳以上の女性100人ごとに対して男性は89.90人である。
この郡の世帯ごとの平均的な収入は25,795米ドルであり、家族ごとの平均的な収入は29,917米ドルである。男性は24,167米ドルに対して女性は16,490米ドルの平均的な収入がある。この郡の一人当たりの収入 (per capita income) は14,350米ドルである。人口の21.80%及び家族の17.70%は貧困線以下である。全人口のうち18歳未満の36.30%及び65歳以上の14.00%は貧困線以下の生活を送っている。

## 都市及び村
- Bassett
- ニューポート (Newport)

1. ↑   Find a County, National Association of Counties 2011年6月7日閲覧。
2. ↑   American FactFinder, United States Census Bureau 2008年1月31日閲覧。